# Associação Religiosa Israelita
A Associação Religiosa Israelita (ARI) do Rio de Janeiro é uma congregação judaica fundada em 1942 e filiada à World Union for Progressive Judaism (WUPJ). A ARI é, atualmente, a única sinagoga reformista do Rio de Janeiro, além da Congregação Judaica do Brasil (CJB).

## História
A entidade foi fundada por famílias de judeus alemães que vieram para o Brasil na década de 1930, fugindo da perseguição promovida pelos nazistas.
Um dos fundadores foi o rabino Henrique Lemle, que havia sido prisioneiro no campo de concentração de Buchenwald.

## Atividades
A ARI mantém o Centro de Referência e Pesquisas sobre o Holocausto Família Zinner, dedicado a estudos e pesquisas sobre o Holocausto.
Além disso, publica, desde 2006, a revista Devarim, dedicada a artigos e reportagens sobre o dia-a-dia do judaísmo no Brasil.